# Tófű (Ungheria)
Tófű è un comune dell'Ungheria di 127 abitanti (dati 2001) situato nella contea di Baranya, regione Transdanubio Meridionale